# Divan (cantante)
Divan, pseudonimo di Ivan Sotelo Soto (L'Avana, 2 dicembre 1995), è un cantante cubano.

## Carriera
A 18 anni Divan pubblica il suo primo mixtape Tu Perfume. Nel 2015 firma un contratto discografico con l'etichetta indipendente internazionale Planet Records e pubblica il suo primo singolo, Pelearnos Un Ratico, scritto da Osmany Espinosa.
Nel 2016 pubblica l'album #NuevoMundo, collaborando con artisti quali Jacob Forever, Qva Libre e Leoni Torres. La carriera musicale di Divan prosegue con la pubblicazione dell'album #Round2 nel 2019 e dell'album #Feeling, nel 2022.
Nell'agosto 2021 riceve il disco di platino per il brano Pobre Corazón e il disco d'oro per il brano Lo Aprendió Conmigo.
Nel marzo 2022 riceve due dischi d'oro per il brano Pelearnos Un Ratico e per il brano Nadie Más.

## Discografia

### Album in studio
- 2016 – #NuevoMundo
- 2019 – #Round2
- 2022 – #Feeling

### Mixtape
- 2015 – Tu Perfume

### Singoli
- 2015 – Pelearnos Un Ratico
- 2016 – Una Noche Loca
- 2016 – Sentimentalmente Disponible
- 2016 – Como Yo
- 2016 – Pasarnos De Copas
- 2017 – Háblale Claro
- 2017 – Mirar Pero No Tocar
- 2017 – Te Gusta Mas
- 2018 – Lo Aprendió Conmigo
- 2018 – Olvidar
- 2021 – Dejarte Ir

### Collaborazioni
- 2015 – Nadie Más (feat. Jacob Forever)
- 2016 – Me Equivoqué (feat. Leoni Torres)
- 2017 – Delete (feat. Jayby)
- 2017 – Estoy Para Fiesta Contigo (feat. Qva Libre)
- 2017 – Príncipe Azul (feat. El Chacal)
- 2017 – Te Gusta Más (feat. Yomil y El Dani)
- 2018 – Feliz Con Él (feat. Alex Duvall)
- 2018 – Boomerang (feat. DJ Shorty & Ky-Mani Marley)
- 2019 – Infiel (feat. Jacob Forever)
- 2019 – Cash (feat. Chimbala & Cuban Deejays)
- 2020 – Avanza (feat. El Chulo)
- 2020 – Me Rompiste El Corazón (feat. Improvisa2)
- 2020 – Amor A Escondidas (feat. ERICK LEXI)
- 2020 – Tutorial (feat. Cuban Deejays)
- 2020 – Otra Boca (feat. Diana Fuentes & Cuban Deejays)
- 2021 – Quítatelo To’ (feat. El Kimiko y Yordy & EL YORDY DK)
- 2022 – La Moto Remix (feat. Wow Popy)
- 2022 – Dale Pa’ Allá (feat. Wampi & Yhona)